# Медичина
Медичѝна (на италиански: Medicina, на местен диалект Migìna, Миджина) е град и община в северна Италия, провинция Болоня, регион Емилия-Романя. Разположен е на 25 m надморска височина. Населението на общината е 16 774 души (към 2010 г.).
В общинската територия се намира голям радиотелескоп.